# Sinanüddin Fakih Yusuf Pascià
Sinanüddin Fakih Yusuf Pascià (... – settembre 1364) è stato un politico ottomano. Fu quarto gran visir dell'Impero Ottomano dal 1349 al 1364. Ha servito come l'ultimo gran visir del sultano Orhan e il primo gran visir del sultano Murad I.
Un'iscrizione del 1360 del sultano Orhan menziona Sinanüddin Fakih Yusuf e nota che era figlio di un uomo di nome Muslihuddin Musa e nipote di un uomo di nome Mecdüddin İsa. Si capisce anche da questa iscrizione che era un Ahî che lavorava nella burocrazia ottomana.
Dopo la sua morte (e la fine del suo mandato), l'ex Kazasker Çandarlı Kara Halil Hayreddin Pascià divenne gran visir, dando inizio all'"era Çandarlı" dell'Impero Ottomano, dove l'importante famiglia Çandarlı fornì diverse generazioni di gran visir e detenne un grande potere politico.